# Iuri Kunakov
Iuri Kunakov (n. 19 februarie 1990, Voronej, RSFS Rusă, URSS) este un săritor în apă ce a reprezentat Rusia, medaliat olimpic. A participat la o ediție a Jocurilor Olimpice (2008) în care a câștigat o medalie de argint.

## Participări
Lista de mai jos prezintă principalele competiții la care a participat Iuri Kunakov de-a lungul carierei.
- diving at the 2008 Summer Olympics – men's synchronized 3 metre springboard[*]